# دين موكسي
دين موكسي (بالإنجليزية: Dean Moxey)‏ (14 يناير 1986 بإكزتر في المملكة المتحدة - ) هو لاعب كرة قدم بريطاني في مركز الظهير. شارك مع منتخب إنجلترا لكرة القدم C ‏. أما مع النوادي، فقد لعب مع بولتون واندررز وديربي كاونتي وكريستال بالاس ونادي إكزتر سيتي.

## وصلات خارجية
- دين موكسي على موقع قاعدة بيانات كرة القدم.إي يو (الإنجليزية)
- دين موكسي على موقع Soccerbase.com (لاعب) (الإنجليزية)
- دين موكسي على موقع Soccerway.com (الإنجليزية)
- دين موكسي على موقع عالم كرة القدم.نت (الإنجليزية)
- دين موكسي على موقع AS.com (الإسبانية)